# Leucauge nicobarica
Leucauge nicobarica är en spindelart som först beskrevs av Tord Tamerlan Teodor Thorell 1891.  Leucauge nicobarica ingår i släktet Leucauge och familjen käkspindlar.
Artens utbredningsområde är Nicobarerna. Inga underarter finns listade i Catalogue of Life.